# White Cloud (Kansas)
White Cloud è un comune degli Stati Uniti d'America, situato nello Stato del Kansas, nella Contea di Doniphan.